# Wardy Alfaro
Wardy Alfaro Pizarro (* 31. Dezember 1977 in Montecillos, Alajuela) ist ein costa-ricanischer ehemaliger Fußballtorhüter.
Alfaro saß als Torhüter lange auf der Bank, beim Erstligisten AD Santos, wo er als Ersatztorhüter gar nicht zum Einsatz kam und beim CS Cartaginés, wo er 2002 immerhin sein Erstligadebüt feiern konnte. 2004 wechselte er zum Spitzenclub LD Alajuelense, wo er als Nummer 3 geführt wurde. Aber als sich die Nummer 1, Álvaro Mesén zum CS Herediano verabschiedete, setzte er sich als neuer Stammtorhüter durch.
2005/06 spielte er eine souveräne Saison und wurde costa-ricanischer Vize-Meister. Daraufhin berief ihn Trainer Alexandre Guimarães in das Aufgebot Costa Ricas für die Fußball-Weltmeisterschaft 2006 in Deutschland als dritten Torhüter hinter José Porras und Álvaro Mesén.
Titel / Erfolge
- Costa-ricanischer Meister: 2005 (Alajuelense)
- Costa-ricanischer Vize-Meister: 2002 (Santos), 2006 (Alajuelense)